# Frederik August af Anhalt-Zerbst
Fyrst Frederik August af Anhalt-Zerbst (tysk: Friedrich August, Fürst von Anhalt-Zerbst; 8. august 1734 – 3. marts 1793) var en tysk fyrste fra Huset Askanien, der var den sidste fyrste af det lille fyrstendømme Anhalt-Zerbst i det centrale Tyskland fra 1747 til 1793.
Han var bror til Kejserinde Katarina den Store af Rusland.

## Biografi
Prins Frederik August blev født den 8. august 1734 som det fjerde barn og den anden søn af Fyrst Christian August af Anhalt-Zerbst i hans ægteskab med prinsesse Johanna Elisabeth af Slesvig-Holsten-Gottorp. Han blev født i Stettin i Pommern, hvor hans far var preussisk kommandant. Ved faderens død i 1747 blev han fyrste af Anhalt-Zerbst, men da han var mindreårig fungerede hans mor som regent, indtil han blev erklæret myndig den 28. september 1752. Den 17. november 1753 giftede han sig med sin første hustru, prinsesse Caroline af Hessen-Kassel, datter af prins Maximilian af Hessen-Kassel. På grund af uoverensstemmelser med Kongeriget Preussen måtte Fyrst Frederik August gå i eksil i 1758, og opholdt sig først i Basel og siden i Luxembourg. I 1764 giftede han sig med sin anden hustru, prinsesse Frederikke Auguste Sophie af Anhalt-Bernburg. Han døde den 3. marts 1793 i Luxembourg. Da han ikke efterlod sig arvinger, ophørte fyrstendømmet Anhalt-Zerbst efter hans død og blev fordelt mellem de øvrige anhaltinske linjer af Huset Askanien.